# パテーの戦い
パテーの戦い（仏: Bataille de Patay, 英: Battle of Patay, 1429年6月18日）は、北フランス中部のパテー近郊で行われた百年戦争の主要な戦闘。攻勢にでたフランス軍によるこの戦いが戦争の流れを変え、野戦で絶対的劣勢だったフランスのこの勝利により、イングランド軍退勢の流れを作り出した。また、ランスへの道が開けたことにより、不義の子、私生児とされていた王太子シャルル（後のシャルル7世）の戴冠を実現し、正当性を知らしめることができる主因となった。

## 背景
ジャンヌ・ダルク率いるフランス軍は、1429年5月にオルレアン包囲戦に勝利してイングランド軍の包囲を解いた後もロワール川流域で小規模な戦いを展開した（ジャルジョーの戦い、モン＝シュル＝ロワールの戦い、ボージャンシーの戦い等）。宮廷会議で当初ノルマンディー遠征、ランス奪取などが提案されたが、議論の末オルレアンの周り、つまりオルレアンから撤退してロワール川流域に留まったイングランド軍の掃討作戦に決まり、アランソン公ジャン2世を司令官とする軍が6月9日にトゥールから出陣した。アランソン公と親密な関係を築いていたジャンヌとオルレアン包囲戦の司令官ジャン・ド・デュノワらも従軍、一旦オルレアンに入城しギー14世・ド・ラヴァル・アンドレ・ド・ラヴァル兄弟ら参加者や食糧・武器などを蓄えた上で6月11日にオルレアンを出て作戦を開始した。
6月12日にアランソン公とジャンヌの軍がジャルジョーを占領し、イングランド軍の重要な司令官の1人であるサフォーク伯ウィリアム・ド・ラ・ポールを捕らえた。それを知ったアルテュール・ド・リッシュモン大元帥はシャルル7世の宮廷顧問及び王自身から追放同然となっていたが、子飼いのブリトン人の騎兵2000人と弓兵800人を率いて合流の動きをみせた。アランソン公らは翌13日にオルレアンへ戻り休憩を取り、14日に出発してモン＝シュル＝ロワールを攻撃したが、モン橋を奪い包囲作戦を切り上げ、15日にボージャンシーを包囲した。一方、北からはベッドフォード公ジョンが派遣したジョン・ファストルフ率いるイングランドの援軍が接近していた。
リッシュモン大元帥はボージャンシーのフランス軍合流を図ったが、彼と激しく対立していたシャルル7世の筆頭侍従のジョルジュ・ド・ラ・トレモイユはこれを知り、リッシュモン軍と対決してでも合流を阻止するように命じた。ジャンヌとアランソン公はこれに従おうとしたが、配下の武将たちのラ・イル、ジャン・ポトン・ド・ザントライユ、デュノワらは、すでに武勇の誉れ高かったリッシュモン大元帥を迎え入れて合力すべしと主張した。ジャンヌはこれを受け入れ、リッシュモン軍はジャンヌの指揮下に入り、実質的な指揮をリッシュモン大元帥が執った。ただし、リッシュモン大元帥はこの戦いの後に王から再度追放され、ジャンヌとの共同戦線はこれっきりであった。16日、リッシュモン軍の合流を知ったボージャンシーは戦意を無くし、降伏した。

## 経過
イングランド軍の指揮官ジョン・タルボット男爵とファストルフは直ちに反撃に出たが、要衝のモン橋をフランス軍に固められていたために反撃に失敗し、イングランド軍は18日に北のイル・ド・フランス方面へ撤退を試みた。それに対してフランス軍は追跡を行う。リッシュモンの配下の武将ボーマノワールとブーサックに加え、歴戦のザントライユとラ・イルが騎馬部隊を率いて前衛となり、ジャンヌとリッシュモン大元帥が本隊となって後に続いた。一方のイングランド軍は前衛隊、砲兵隊、輜重隊、タルボットとファストルフの主力部隊、殿軍で構成されていた。
イングランド軍はオルレアン解放以来の負け戦を得意の野戦で挽回すべく迎撃を行った。タルボットはパテーの町近郊の森と生垣を利用して陣を張った。すなわち、森に輜重隊や砲兵隊を隠し陣地を構築、街道の両側に沿った生垣にも弓兵隊を潜ませ、殿軍の本隊合流まで持ちこたえるつもりでフランス軍を待ち構えた。街道の先は谷に入り込んでいたため、伏兵攻撃で混乱したフランス軍は谷へ追い込まれ全滅するはずであった。
ところが、思わぬアクシデントでイングランド軍の戦術が台無しになった。準備が整わないうちにフランス軍の斥候が戦場に到着、付近を偵察していると、森から飛び出した1匹の鹿が走り去り、そこから歓声が上がったためフランス軍は伏兵の存在に気付いた。
ラ・イルは斥候の情報からイングランド軍の潜んでいる場所を察知し、当時の常識であった突撃前の陣形整列と名乗りを行わずに、突撃を開始した。そのためにイングランド軍は得意の長弓部隊の準備の隙を衝かれて奇襲の形となった。殿軍はすぐに崩れ、タルボットの部隊は戦場に踏み止まり、先にいたファストルフはフランス軍へ反撃すべく自分の部隊を前衛隊と合流させようと急いだが、前衛隊はファストルフが退却したと勘違いして総崩れになってしまった。結果、イングランド軍は壊乱状態となり、そこへフランス軍本隊が投入されてイングランド軍は壊走した。

## 影響
タルボットはフランス軍の捕虜となり、ファストルフは僅かな部隊と共に敗走した。その為ファストルフはベッドフォード公にガーター勲章を剥奪された。
この戦闘は百年戦争の大規模野戦におけるフランス軍の初めての勝利であった。この奇蹟とも言える勝利はジャンヌのオルレアン解放やランスへの行進と並ぶ意義を持っており、これ以降の野戦における両軍の勝敗は一変する。パテー以前にフランス軍は野戦では必敗といっても過言ではなかったが、これ以後は野戦においてもフランス軍はイングランド軍に勝利を収めることができるようになった。
この戦闘を最後に、フランス軍のロワール川流域における軍事行動は終了し、彼等はマルヌ川以北へと行軍した。その後、フランス軍は7月16日にランスに到達し、17日にランス大聖堂でシャルル7世の戴冠は実現されるのである。
しかしながら、ジャンヌはリッシュモンを軍に留めたがっていたが、彼は宮廷内の勢力争いの中心であり再び国王軍から離れ、ランスでの戴冠式にも参加できない有様であった。